# Peridea swata
Peridea swata är en fjärilsart som beskrevs av Sergius G. Kiriakoff 1974. Peridea swata ingår i släktet Peridea och familjen tandspinnare. Inga underarter finns listade i Catalogue of Life.